# Чо Гю Сон
Чо Гю Сон (кор. 조규성, нар. 25 січня 1998, Ансан) — південнокорейський футболіст, нападник клубу «Чонбук Хьонде Моторс» і національної збірної Південної Кореї.
Чемпіон Південної Кореї. Дворазовий володар Кубка Південної Кореї.

## Клубна кар'єра
Народився 25 січня 1998 року в місті Ансан. Вихованець футбольної школи клубу «Кванджу».
У дорослому футболі дебютував 2019 року виступами за команду «Анян», в якій того року взяв участь у 33 матчах чемпіонату. 
Протягом 2020 року захищав кольори клубу «Чонбук Хьонде Моторс».
Своєю грою за останню команду привернув увагу представників тренерського штабу клубу «Кімчхон Санму», до складу якого приєднався 2021 року. Відіграв за санджунську команду наступний сезон своєї ігрової кар'єри. Більшість часу, проведеного у складі «Кімчхон Санму», був основним гравцем атакувальної ланки команди. У складі «Кімчхон Санму» був одним з головних бомбардирів команди, маючи середню результативність на рівні 0,4 гола за гру першості.
До складу клубу «Чонбук Хьонде Моторс» приєднався 2022 року. Станом на 14 листопада 2022 року відіграв за команду з міста Чонджу 8 матчів в національному чемпіонаті.

## Виступи за збірні
Протягом 2019–2020 років залучався до складу молодіжної збірної Південної Кореї. На молодіжному рівні зіграв в 11 офіційних матчах, забив 4 голи.
Дебютував у збірній Південної Кореї 7 вересня 2021 року у відбірковому матчі Чемпіонату світу проти Лівану, перемігши вдома з рахунком 1-0. Він почав гру в стартовому складі і був замінений у перерві.
У складі збірної був учасником чемпіонату світу 2022 року у Катарі.
| Дата       | Місто   | Господарі      | Результат | Гості          | Турнір                            | Голи | Примітки |
| ---------- | ------- | -------------- | --------- | -------------- | --------------------------------- | ---- | -------- |
| 7-9-2021   | Сувон   | Південна Корея | 1 – 0     | Ліван          | Відбір до ЧС 2022                 | -    | 46'      |
| 7-10-2021  | Ансан   | Південна Корея | 2 – 1     | Сирія          | Відбір до ЧС 2022                 | -    | 86'      |
| 11-11-2021 | Коян    | Південна Корея | 1 – 0     | ОАЕ            | Відбір до ЧС 2022                 | -    | 43' 76'  |
| 16-11-2021 | Доха    | Ірак           | 0 – 3     | Південна Корея | Відбір до ЧС 2022                 | -    |          |
| 15-1-2022  | Аксу    | Ісландія       | 1 – 5     | Південна Корея | товариський матч                  | 1    | 60'      |
| 21-1-2022  | Бозтепе | Молдова        | 0 – 4     | Південна Корея | товариський матч                  | -    | 61'      |
| 27-1-2022  | Сайда   | Ліван          | 0 – 1     | Південна Корея | Відбір до ЧС 2022                 | 1    |          |
| 1-2-2022   | Дубай   | Сирія          | 0 – 2     | Південна Корея | Відбір до ЧС 2022                 | -    | 69'      |
| 24-3-2022  | Сеул    | Південна Корея | 2 – 0     | Іран           | Відбір до ЧС 2022                 | -    | 67'      |
| 6-6-2022   | Теджон  | Південна Корея | 2 – 0     | Чилі           | товариський матч                  | -    | 68'      |
| 10-6-2022  | Сувон   | Південна Корея | 2 – 2     | Парагвай       | товариський матч                  | -    | 74'      |
| 14-6-2022  | Сеул    | Південна Корея | 4 – 1     | Єгипет         | товариський матч                  | 1    | 79'      |
| 20-7-2022  | Тойота  | КНР            | 0 – 3     | Південна Корея | Кубок Східної Азії з футболу 2022 | 1    |          |
| 24-7-2022  | Тойота  | Південна Корея | 3 – 0     | Гонконг        | Кубок Східної Азії з футболу 2022 | -    | 64'      |
| 27-7-2022  | Тойота  | Японія         | 3 – 0     | Південна Корея | Кубок Східної Азії з футболу 2022 | -    |          |
| 11-11-2022 | Хвасон  | Південна Корея | 1 – 0     | Ісландія       | товариський матч                  | -    | 72'      |
| Усього     |         | Матчів         | 16        |                | Голів                             | 4    |          |

## Титули і досягнення
- Чемпіон Південної Кореї (1):

«Чонбук Хьонде Моторс»: 2020
- Володар Кубка Південної Кореї (2):

«Чонбук Хьонде Моторс»: 2020, 2022
«Мідтьюлланн»
- Чемпіон Данії: 2023–24[5]